# 팔로세우라 케미 킹스
팔로세우라 케미 킹스(핀란드어: Palloseura Kemi Kings)는 케미를 연고로 하는 핀란드의 축구 클럽이다. 현재는 콜모넨에 참가하고 있다.

## 성적
- 위코넨 우승 1회 (2015)
- 카코넨 우승 2회 (2007 (C조), 2014 (북부 리그))

## 선수 명단

### 역대
틀:콜모넨